# Bộ Tư pháp (Nga)
Bộ Tư pháp Liên bang Nga (tiếng Nga: Министе́рство юсти́ции Росси́йской Федера́ции, Миню́ст Росси́и) là một cơ quan hành pháp của Chính phủ Nga, điều hành tòa án và dịch vụ cải huấn với sự thực thi của hai cơ quan hành pháp liên bang cấp dưới: FSSP và FSIN. Bộ Tư pháp có trụ sở tại thủ đô Moskva, Nga
Bộ Tư pháp được thành lập vào năm 1991 bằng cách đổi tên thành Bộ Tư pháp của Nga Xô viết sau khi Liên Xô tan rã, nhưng tuyên bố kế thừa từ Bộ Tư pháp của Đế quốc Nga.
Konstantin Chuychenko là Bộ trưởng Bộ Tư pháp Liên bang Nga kể từ ngày 21 tháng 1, 2020.